# Édouard Fitting
Édouard Fitting (15 de agosto de 1898 – 7 de julho de 1945) foi um esgrimista suíço que participou dos Jogos Olímpicos de Verão de 1920, de 1924, 1928 e de 1936, sob a bandeira da Suíça.